# Casse-noix
Pour les articles homonymes, voir Casse-noix (homonymie).
Ne doit pas être confondu avec cassenoix.
Un casse-noix (parfois également appelé casse-noisette) est un ustensile de cuisine servant à casser les noix, et plus généralement les fruits secs à coque, tels qu'amandes, noisettes, etc.

## Principe
Trois principes physiques sont généralement employés :
- la percussion (le marteau et l'enclume) ;
- la démultiplication de la force appliquée sur un bras de levier ;
- la pression par une vis.

Bien que cet ustensile, ou plutôt instrument de cuisine, utilisé aussi à table, soit d'un emploi relativement limité, il en existe une grande variété de réalisations qui se distinguent non seulement par les principes physiques utilisés mais aussi par les matériaux employés et par l'ornementation figurative ou non.
Le procédé le plus ancien est sans conteste celui de la percussion. C'est celui qu'emploient les primates pour casser leur noix entre deux pierres. C'est celui utilisé traditionnellement dans les régions de production des noix lors des séances d'énoisage, qui consiste à frapper les noix d'un coup sec et bien dosé, à l'aide d'un maillet de bois, pour briser la coquille et extraire les cerneaux intacts.
Le procédé le plus répandu est celui de la pince, qui utilise l'effet de levier, mais qui présente le double inconvénient de ne pas permettre un dosage précis de l'effort, avec le risque d'écraser les cerneaux et de laisser s'échapper les débris de la coquille.
Le casse-noix à vis, que l'on trouve plus rarement, permet au contraire un écrasement progressif de la coquille, mais son emploi n'est pas pratique.
Les inventeurs ont donc proposé des améliorations du casse-noix à pince, dont beaucoup ont été brevetées, malgré leur intérêt très anecdotique. Les matériaux utilisés sont aussi très variés : métal (fer, acier, aluminium, bronze, cuivre, alliages, etc.), bois de diverses essences, notamment l'olivier, matières plastiques et résines.

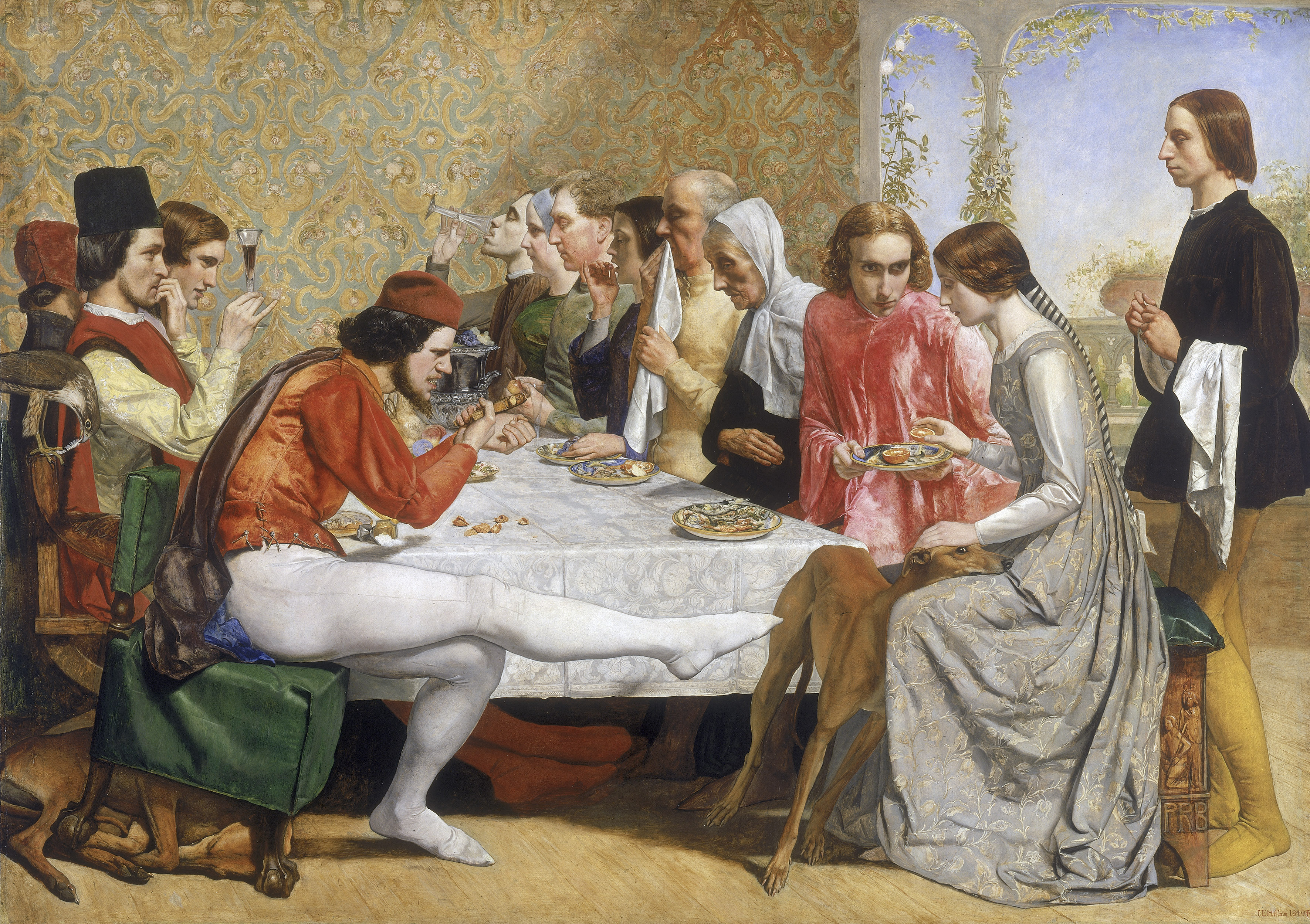
Isabella, 1849, John Everett Millais, Walker Art Gallery, Liverpool

Les casse-noix sont des instruments manuels, mais il existe aux États-Unis des casse-noix électriques, qui permettent de casser la coque très dure de certains fruits secs, comme les noix de macadamia.
Certains casse-noisettes à levier, en bois peint, figurant des personnages (soldats, rois, etc.) sont produits traditionnellement en Allemagne dans les monts Métallifères. Ils sont devenus des objets de décoration et de collection.
Dans ce tableau de John Everett Millais, peintre et illustrateur britannique préraphaélite du XIXe siècle, le personnage au premier plan à gauche se sert d'un casse-noix. Le tableau a été peint en 1849 mais la scène, qui illustre un poème de John Keats, Isabella, or the Pot of Basil, est censée se passer au Moyen Âge.

## Galerie d'images

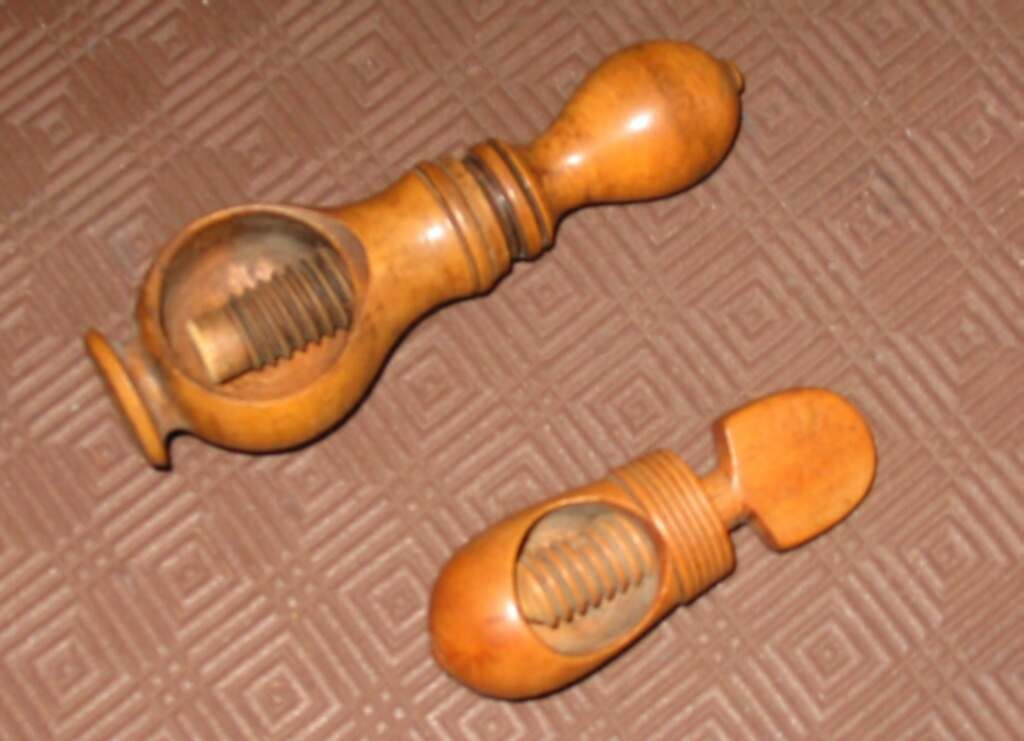
Casse-noisettes à vis en bois fruitier tourné
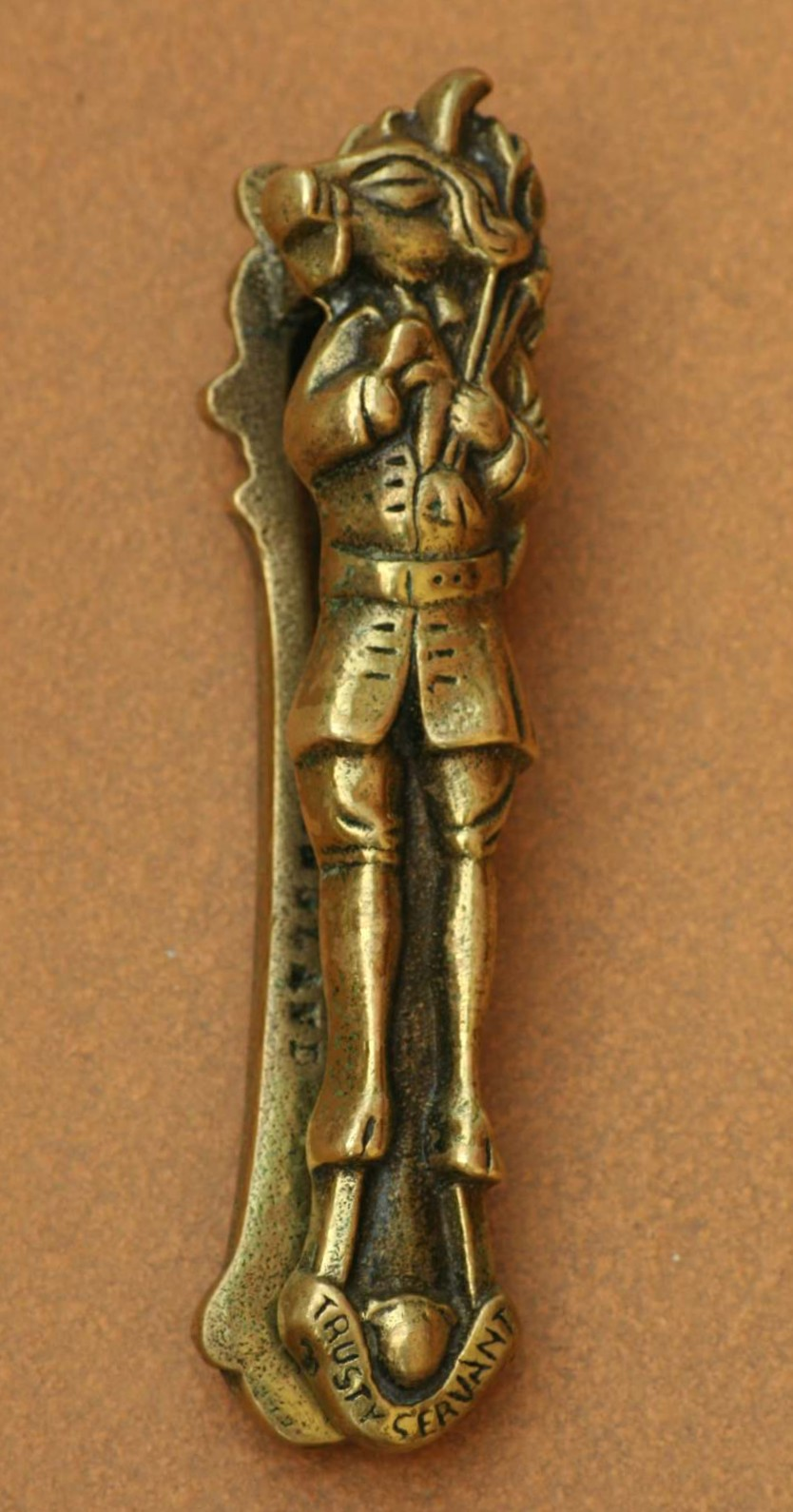
Casse-noix anglais en bronze représentant un animal fantastique, Trusty Servant
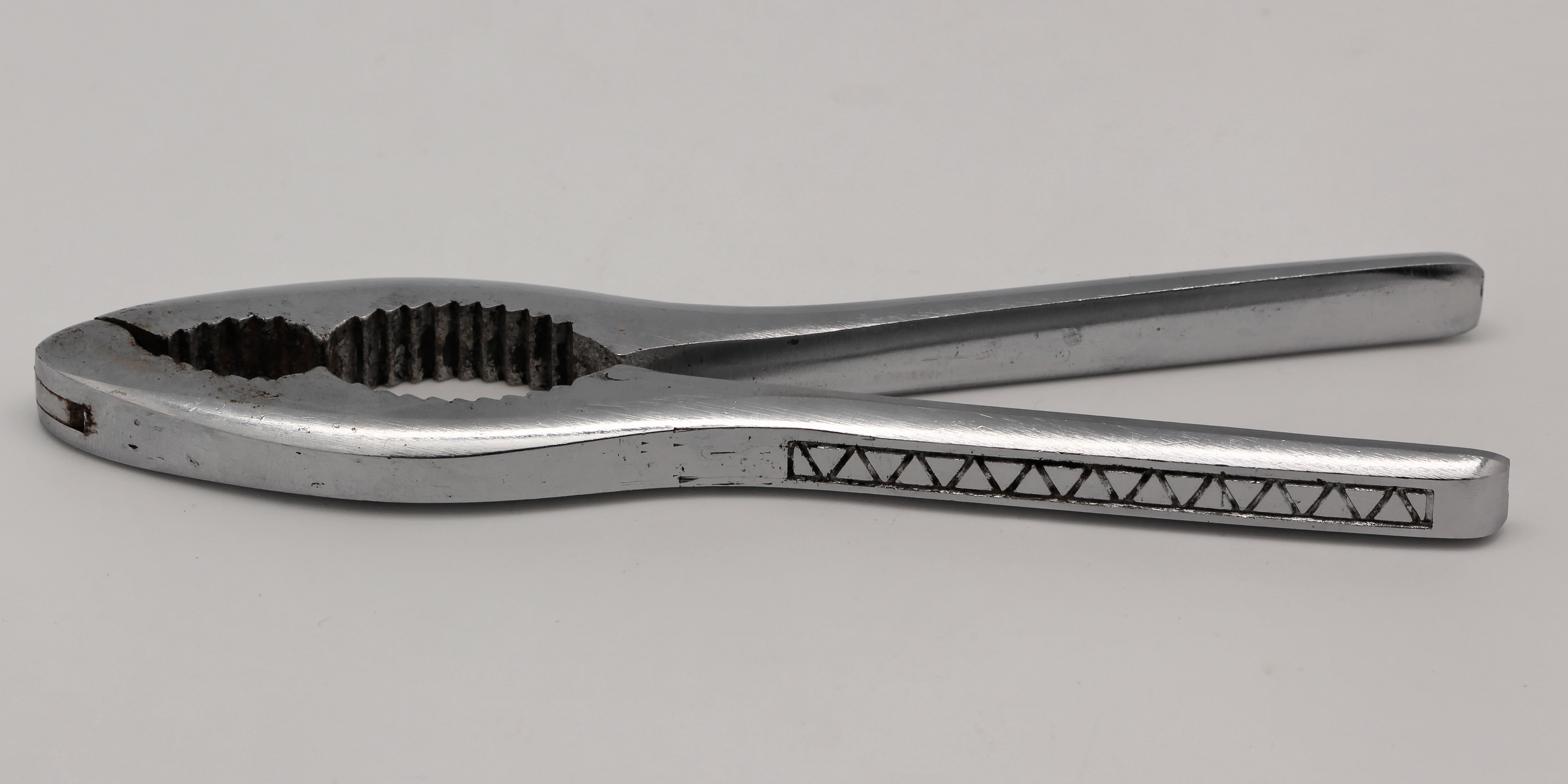
Un casse-noix en inox

## Casse noisettes décoratifs

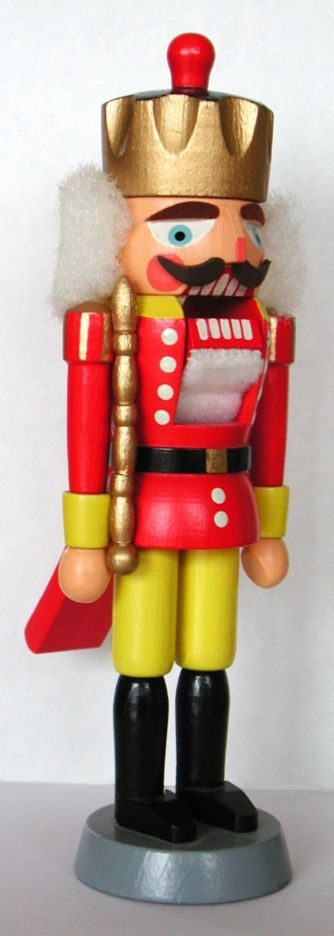
Ces figurines sont traditionnellement utilisées comme décoration pendant la période de Noël.

Ces figurines en bois, appelées à l'origine Nussbeisser, ont commencé à être fabriquées vers 1650 à Berchtesgaden et à partir de 1735 à Sonneberg. Dans les Monts Métallifères, la fabrication des figurines de Casse-Noisette s'est répandue au cours de la seconde moitié du 19e siècle, avec pour centre Seiffen. L'aspect souvent farouche des visages de Casse-Noisette ressemble aux autorités de l'époque (garde forestier, gendarme, roi, hussard, etc.).